# Franchissement Dugny - Le Bourget
Le franchissement Dugny - Le Bourget est un projet de pont prévu pour être inauguré en 2024 devant relier les villes de Dugny et du Bourget.

## Histoire et description
Pour assurer la continuité des déplacements entre le village des médias à Dugny, le centre des médias et le site des compétitions d'escalade au Bourget à l'occasion des Jeux olympiques de 2024, la Solideo est chargée de construire un franchissement accessible uniquement aux piétons et aux vélos entre les deux sites par-dessus l'autoroute A1,. 
La passerelle de 400 mètres, dont 100 mètres de franchissement au-dessus de l'A1, partira de l'Aire des vents pour s'approcher de l'A1 en passant derrière le quartier de la Comète par le chemin Saint-Ladre, puis une fois dépassées les huit voies de l'autoroute, la passerelle ramène au parc des sports du Bourget, vers la rue de l’Égalité,.
La structure doit prendre appui sur deux piles de soutien en béton, coulées au cours du premier semestre 2023 ; elle sera en pin Douglas du Morvan issu des forêts du Doubs, gérées de manière durable. Sa pose est prévue du 17 juillet au 11 août 2023, occasionnant plusieurs fermetures nocturnes de l'A1. D'un coût de 14 millions d’euros, le projet bénéficie d'un apport de 10 millions de la Solideo et de 4 millions de la Métropole du Grand Paris
Durant les travaux, le mur anti-bruit au débouché de la rue de la Prévoyance à Dugny est ouvert une parte de l'année 2023 avant d'être reconstitué. Le passage par ces friches implique l'abattage de certains arbres, qui sont plus que compensés par la plantation de 93 arbres durant l'hiver 2023, auxquels doivent s’ajouter plus de 750 jeunes arbres.